# همه‌پرسی قانون اساسی ۲۰۱۶ تاجیکستان
همه‌پرسی قانون اساسی در ۲۲ می ۲۰۱۶ در تاجیکستان برگزار شد. در این همه‌پرسی در مجموع ۴۱ اصلاحیه قانون اساسی پیشنهاد شده بود. تغییرات شامل:
- اصلاح ماده ۶۵ برای حذف محدودیت‌های ریاست جمهوری امامعلی رحمان
- کاهش حداقل سن برای نامزدی ریاست جمهوری از ۳۵ به ۳۰ سال
- ممنوعیت احزاب سیاسی مبتنی بر بسترهای مذهبی

## تحلیل و بررسی
براساس تغییرات جدید، امامعلی رحمان، رئیس‌جمهور فعلی، بدون هرگونه محدودیتی اجازه خواهد داشت تا برای انتخابات ریاست جمهوری، دوباره نامزد شود. رحمان نزدیک به ربع قرن است که رئیس‌جمهور تاجیکستان بوده است (از زمان پایان جنگ داخلی) و آنچه منتقدان می‌گویند بی‌توجهی فزاینده به آزادی‌های مذهبی، جامعه مدنی و کثرت گرایی سیاسی در سال‌های اخیر را نشان می‌دهد.
کاهش کمینه سن برای نامزدی در انتخابات ریاست جمهوری به رستم رحمان، پسر امامعلی رحمان این اجازه را می‌دهد تا برای انتخابات پیش رو، نامزد شود، زیرا او در پایان دوره فعلی پدرش ۳۳ ساله خواهد شد. محدودیت احزاب مذهبی به ویژه بر حزب اصلی اپوزیسیون رنسانس اسلامی تأثیر می‌گذارد که در سال ۲۰۱۵ غیرقانونی شد. برخی از تحلیلگران مدعی هستند که این تغییرات ناقض شرایط توافق صلحی است که بر اساس آن جنگ داخلی تاجیکستان پایان یافت.

## بررسی و نظارت
به ادعای گزارشگران بدون مرز، دولت تاجیکستان در جریان برگزاری این همه‌پرسی، رسانه‌های مستقل را «مسدود»، «مرعوب» و «تهدید» می‌کرد. با این حال به گفته سرگئی سیروتکین، که ریاست مأموریت ناظر روسیه را بر عهده داشت، «این همه پرسی با رعایت کامل قوانین دمکراتیک برگزار شد». ناظران سازمان امنیت و همکاری اروپا و شرکت ابسته به آن ODIHR از ورود و اجازه مشاهده و خبررسانی از این همه‌پرسی محروم شده بودند.
بیش از ۳۲۰۰ شعبه رای‌گیری در سراسر کشور تاجیکستان مستقر شد و پست‌های اضافی در چندین شهر بزرگ فدراسیون روسیه برای مهاجران تاجیکستانی در این کشور وجود دارد.

## نتایج
دیدگاه رأِی دهندگان دربارهٔ این پرسش پرسیده شد: "آیا اصلاحات قانون اساسی کشور را تایید می‌کنید؟" طبق قانون کشور، نتیجه همه‌پرسی در صورتی معتبر است که بیش از نیمی از رأی دهندگان آن را تأیید کنند.
| انتخاب                 | انتخاب                 | آراء | ٪      |
| ---------------------- | ---------------------- | ---- | ------ |
| موافق                  | موافق                  | ۰    | –      |
| مخالف                  | مخالف                  | ۰    | –      |
| کل                     |                        |      |        |
|                        |                        |      |        |
| آراء معتبر             | آراء معتبر             | ۰    | –      |
| آراء نامعتبر/سفید      | آراء نامعتبر/سفید      | ۰    | –      |
| کل آراء                | کل آراء                | ۰    | ۱۰۰٫۰۰ |
| رأی‌دهندگان ثبت‌نام کرده | رأی‌دهندگان ثبت‌نام کرده |      | –      |
| منبع: Asia Plus        |                        |      |        |